# Quark (formatge)
El quark (o quarq) és un formatge fresc fet de llet de vaca, de textura suau i sabor suau i lleugerament àcid. És coagulat amb caseïna, fent-lo un formatge fresc baix en greixos amb un contingut alt de humitat (82% p/p) i proteïna.
És generalment preparat des de llet pasteuritzada utilitzant els bacteris Streptococcus lactis, Streptococcus cremoris i Leuconostoc citrovorum amb una petita part d'enzim de quall. Una quantitat mínima d'aquest és inclosa amb el formatge i fa el mató més ferm. A causa de la presència d'organismes viables i de l'activitat β-galactosidasa s'evita el problema d'intolerància a la lactosa.
El quark és propi de la cuina germànica, eslava i del nord d'Europa. No obstant això, podem trobar similituds amb formatges de gastronomies d'altres països com seria el fromage blanc de França, el paneer indi i el queso fresco/queijo fresco d'Espanya, Portugal i països d'Amèrica llatina.
Segons la legislació alemanya, el quark es divideix en vuit categories diferents depenent del contingut de greix de la matèria seca, que va des de menys del 10% per al quark desnatat fins entre el 60-85% pel quark crema doble. Els diferents greixos es desnaten immediatament després de refredar-se. El terme formatge fresc s'ha adoptat per raons de màrqueting, ja que té una imatge més exòtica i elegant que el quark.

## Microbiologia
El cultiu inicial utilitzat per a la preparació del formatge quark és una barreja de bacteris mesòfils i de l'àcid làctic, considerats probiòtics que inclouen principalment Streptococcus cremoris i Leuconostoc citrovorum.
El formatge quark amb una dosi probiòtica millorada ha incrementat els beneficis per a la salut i la vida útil del producte. Aquest formatge té un bon potencial d'alliberament de microorganismes probiòtics a l’intestí humà. Per a fer-ho s’utilitzen habitualment tres tipus de bacteris: Lactobacillus acidophilus, Lactobacillus casei i Bifidobacterium bifidum. Un cultiu inicial amb aquests tipus de bacteris durant la fabricació del quark proporciona un producte amb una qualitat superior en termes de proteïnes, greixos, minerals i sensorials característiques i vida útil (que del contrari seria de 3 a 5 setmanes).

## Producció

### Preparació de la llet
La llet crua, és a dir, aquella que no ha patit cap tractament tèrmic, conté microorganismes que intervenen en els processos de maduració del formatge, conferint estructura i complexitat. A més a més, també inclou les proteïnes i minerals de la forma més adequada per tal que la coagulació i els processos posteriors es desenvolupin correctament per donar un formatge amb bona textura. Així i tot, el quark es fabrica a partir llet pasteuritzada per extremar la higiene i garantir la seguretat del producte.
En segon lloc, un altre pretractament usat en la producció del quark és el descremat, on s'elimina el greix per centrifugació.

### Coagulació làctica
Els agents de la coagulació del quark són els bacteris Streptococcus lactis, Streptococcus cremoris i Leuconostoc citrovorum que usen la lactosa com a font de carboni i la transformen en àcid làctic. S'inoculen aquests bacteris i quan han format l'àcid, aquest queda parcialment dissociat, generant protons que neutral·litzen les càrregues negatives de les micel·les de caseïna, fins a arribar a pH de 4.6. En aquest punt les micel·les perden estabilitat i s'enganxen entre elles a través d'enllaços químics febles. Aquests enllaços donen un coàgul tou i fràgil amb consistència de iogurt. L'acidificació és duta a terme en un tanc aïllat mitjançant un mètode curt que té una duració de 5 - 6 hores a 32 °C o bé mitjançant un mètode llarg durant 16 - 22 hores a 22 °C. El quark produït en aquest procés utilitza només la fracció de caseïna de la llet desnatada. Per tal d'aconseguir una bona consistència i assegurar el desuerat del coàgul, que consisteix en separar el sèrum de la llet, s'afegeix una petita quantitat de quall (0.5 - 1 mL/ 100 mL llet).

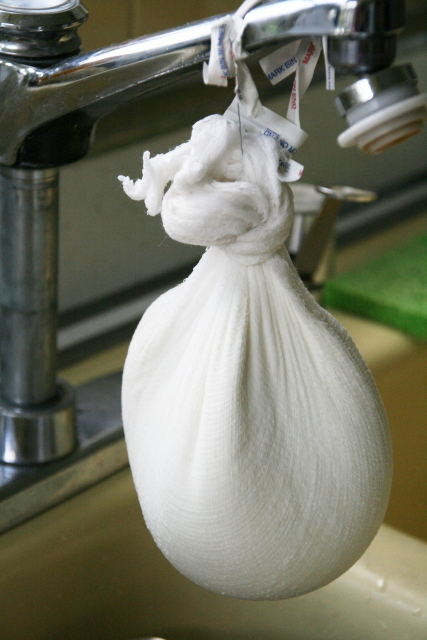
Preparació tradicional del quark en un drap per formatge

El procés de fabricació més utilitzat a Europa és el procés de "thermoquarg". Aquí, la llet és sotmesa a altes temperatures, aproximadament 90 °C, durant 3 - 15 minuts. A continuació, es fa un tractament de temperatura a 56 - 60 °C durant un màxim de 3 minuts de la llet acidificada abans de refredar-la fins a 40 °C per a la separació amb la centrífuga.

### Tractament de la quallada
A continuació cal tallar la quallada en cubs regulars de grandària mitjana. Al fer-ho, augmentem la superfície d'exsudació de líquid. A partir d'aquí es remenen els daus tallats per ajudar a la sortida del líquid. Durant tot el procés és molt important mantenir la temperatura de coagulació (al voltant dels 32-35 °C) per afavorir-ne el desuerat.
Tradicionalment es tallava el coàgul i el mató es buidava en bosses eliminant així part o la majoria del sèrum de llet per estandarditzar el quark al gruix desitjat. Actualment qualsevol planta de fabricació mitjana o gran incorpora un separador centrífug per concentrar el mató. Durant la fabricació de quark la quallada no es renta igual que en la fabricació de mató.

### Emmotllament, premsat i salat
Per donar forma al quark, aquest es posa en un motlle de plàstic foradat que permet una bona neteja i manipulació i seguidament s'escorre. Pel que fa al salat, es fa amb sal seca, que permet donar gust i regular l'activitat enzimàtica i microbiana.
El quark que es deixa en un separador sol contenir entre un 17 i un 20% de sòlids i es refreda abans d'emmagatzemar-lo en una sitja i partir d'aquest punt ja està llest pel consum ja que no necessita un assecatge.

### Emmagatzematge
Inicialment, la conservació del formatge quark es duia a terme mitjançant un ús en conservants químics inferior a l'1% a 8 °C on ja s'eliminava la contaminació del motlle, però més tard es va comprovar que la contaminació del motlle també es podia inhibir a temperatura ambient en presència de sorbat de potassi (> 10%). Així, els tractaments químics ajuden a la conservació del formatge. Així doncs, si l'emmagatzematge es duu a terme mitjançant mètodes químics, el formatge fresc es submergeixen en una solució de sorbat de potassi al 25% abans d'envasar-se. El formatge abans de l'embasat químic es fabrica amb un 0,1% d'àcid sòrbic afegit amb la sal emulsionant; els formatges no tractats químicament s'utilitzen com a controls per a veure si aquest emmagatzematge és eficaç.

## Factors determinants en la preparació

### Temperatura
S'ha observat que el tractament tèrmic afecta a la microestrutura i les propietats físiques del quark, tal com aparició de sabor indesitjat i textura granulada. En ser un dels formatges coagulats amb més renom, es busca la desnaturalització de les proteïnes del sèrum per així obtenir un valor nutricional i un rendiment més elevat.És per això que s'han estudiat diversos tractaments tèrmics a 72 °C durant 16 segons i 82 o 90 °C durant 5 minuts. D'aquesta manera s'ha pogut constatar que les dues temperatures més elevades són més adequades, fent que el tractament a 82 °C durant 5 minuts sigui el més usat degut a despesa energètica.

### Hidròlisi de la lactosa
El formatge quark es pot produir a partir de llet homogeneïtzada amb i sense hidròlisi de la lactosa. Si s'elabora amb aquest tractament, es poden recuperar les proteïnes del sèrum de manera més ràpida i eficaç: el temps necessari per obtenir el pH de 4.5 durant la fermentació del quark si s'hidrolitza la lactosa és menor i no hi ha variació de les propietats organolèptiques del producte.
No obstant, el PER (ràtio d'eficiència proteica), el BV (valor biològic) i el NPU (utilitització neta de proteïna) indiquen que una hidròlisi de la lactosa comporta una disminució en el seu valor nutricional, sobretot per la pèrdua de lisina, i que no hi ha un augment de la digestibilitat del producte si es duu a terme aquest tractament.

## Usos i mercat
Els beneficis per a la salut dels productes lactis es coneixen des de fa molt de temps. En particular, molts estudis han revelat que el formatge té efectes antioxidants perquè conté compostos polifenòlics. Els productes tipus quark amb greixos més alts, com a forma de formatge tendre, s'utilitzen com a ingredient en pastissos de formatge i altres aplicacions de fleca industrial. Els requisits exactes d'aquests productes fan del quark un ingredient ideal: és força sòlid, es pot modelar i té la capacitat de barrejar-se amb altres ingredients sense tornar-se líquid quan es cou i no es trenca. En algunes aplicacions, haurà de ser estable en condicions de congelació-descongelació. Normalment, aquest tipus de producte té un contingut en greixos del 10-12% i un sòlid total al voltant del 35-38% i, per tant, es poden utilitzar estabilitzants i espessidors per ajudar a assolir aquests objectius.
Alguns investigadors han informat que els efectes antioxidants que beneficien la salut es deuen a la complexació entre els fenòlics i les proteïnes de la llet. No obstant això, aquesta activitat antioxidant és relativament feble a causa de les baixes concentracions d'aquests compostos en els productes formatgers. S'ha estudiat la diversificació dels productes formatgers afegint diversos ingredients, incloses herbes, per augmentar la biofuncionalitat. Concretament s'està estudiant la fabricació d'aquest formatge amb l'adició d'extracte de ginseng per a augmentar aquests afectes antioxidants.
El formatge fresc, en particular, s’ha consolidat amb la "cultura del formatge". És un iogurt àcidament més suau i atrau no només els adults, sinó també les generacions més joves que acceptaran més fàcilment els "productes alimentaris més dolços", al no haver desenvolupat un paladar més sofisticat.
Tradicionalment, el quark es processa com a aliment làctic als països del nord d'Europa. Tot i que el formatge quark es fabricava originalment sense proteasa, recentment els productors van començar a afegir petites quantitats de quall.
Els principals mercats del quark i el formatge fresc són França i Alemanya, on les vendes més voluminoses es produeixen en productes sense greixos o baixos en aquests. A Alemanya, es venen i es consumeixen grans volums de quarg desnatat sense sabor. També s’utilitza com a ingredient en la preparació, per exemple, de salses, soufflés, quiches, postres, amanides i pastissos de formatge. A França, la majoria dels productes de formatge fresc són frescos, amb una vida útil limitada (aprox. 14-18 dies). Es consumeixen de la mateixa manera que a Alemanya, però el contingut en greixos dels productes de postres amb fruita tendeix a ser més elevat, entre el 6 i el 7%.
El mercat del Regne Unit es desenvolupa lentament, sobretot en les vendes i el consum de formatge fresc, el seu consum intern però va en augment.. La National Food Survery de 1995 va indicar que al Regne Unit el consum de formatge fresc s’aproxima als 15 g per persona i setmana. Això es compara amb 111 g per persona i setmana per al consum de yougurt.

## Gastronomia
El quark té un toc agre que complementa molts ingredients i alhora serveix com a nínxol i potenciador de sabors. La seva textura suau i fina permet que es pugui menjar sol o com a farciment i, pot ser un bon substitutiu d'altres formatges per alleugerir el plat. L’augment del percentatge de greixos confereix al producte un gust més cremós i l’aeració proporciona una sensació de boca més lleugera.
El suau gust làctic sol ser compatible i complementa gairebé qualsevol aliment dolç o saborós. Els productes salats solen ser més baixos en greixos, ja que l'estructura seca i natural de la massa de proteïna de la llet és una característica desitjable i es deixa emmascarar amb un contingut baix en greixos, un 3%. Quan el contingut en greixos és més gran que aquest, és a dir, entre el 3 i el 6%, s’imparteix al producte una sensació de boca acre, textura i consistència que és compatible amb l’addició de productes més dolços i de fruita. L’aeració de les postres de quark fins a un excés del 20-30% ajuda a alleugerir la sensació de temperatura, augmenta la rendibilitat i ha demostrat ser un èxit culinari.
Diverses cuines inclouen el quark com a ingredient per a aperitius, amanides, plats principals, plats secundaris i postres. A Catalunya és usat principalment com a condiment en amanides, iogurt i postres amb base de formatge.

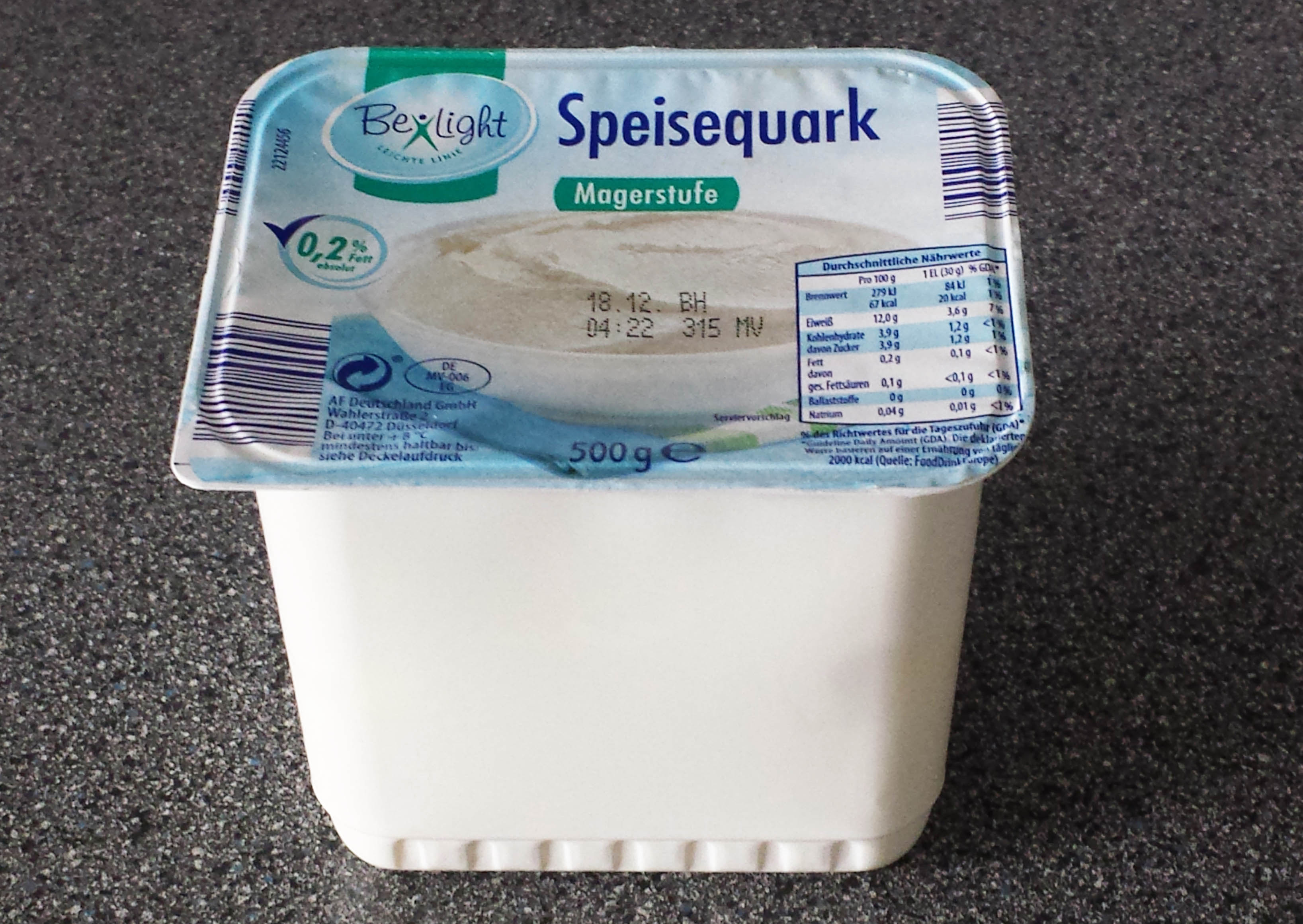
Magerquark

A Alemanya, el quark es ven en paquets de plàstic cúbic i normalment es presenta en tres varietats diferents: Magerquark (quark desnatat, <10% de greix per massa seca.), quark "normal" (20% de greix en massa seca) i Sahnequark ("quark cremós", un 40% de greix en massa seca) amb nata afegida. El Magerquark s'utilitza sovint per coure o es menja com a esmorzar amb fruita o muesli, el Sahnequark també constitueix la base d'un gran nombre de postres de quark (anomenades Quarkspeise quan es fan casolanes). Igual que els iogurts d'algunes parts del món, aquests aliments venen majoritàriament amb sabor a fruita (Früchtequark, quark de fruita), de vegades amb vainilla i sovint també se'ls denomina simplement quark.

Un ús comú del quark és fer pastissos de formatge anomenats Käsekuchen o Quarkkuchen a Alemanya. A Àustria aquest pastís s'anomena Topfenkuchen i Quarktorte a Suïssa. Als Països Baixos veïns hi ha una variant diferent; aquests pastissos, anomenats Kwarktaart en neerlandès, solen tenir una escorça de molla de galeta i el quark es barreja normalment amb nata batuda, gelatina i sucre. 

Pastissos de formatge quark a diferents països europeus
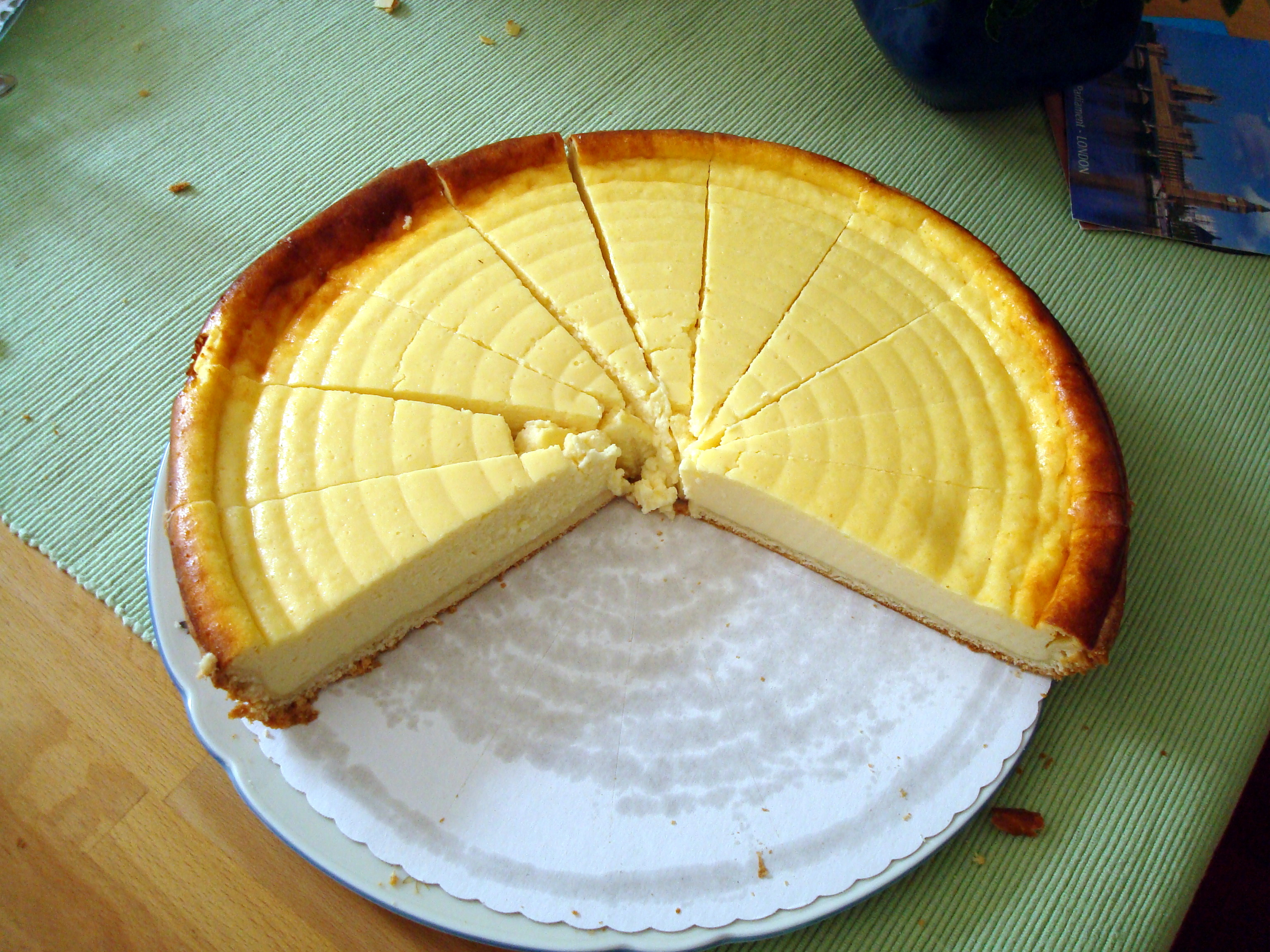
Käsekuchen
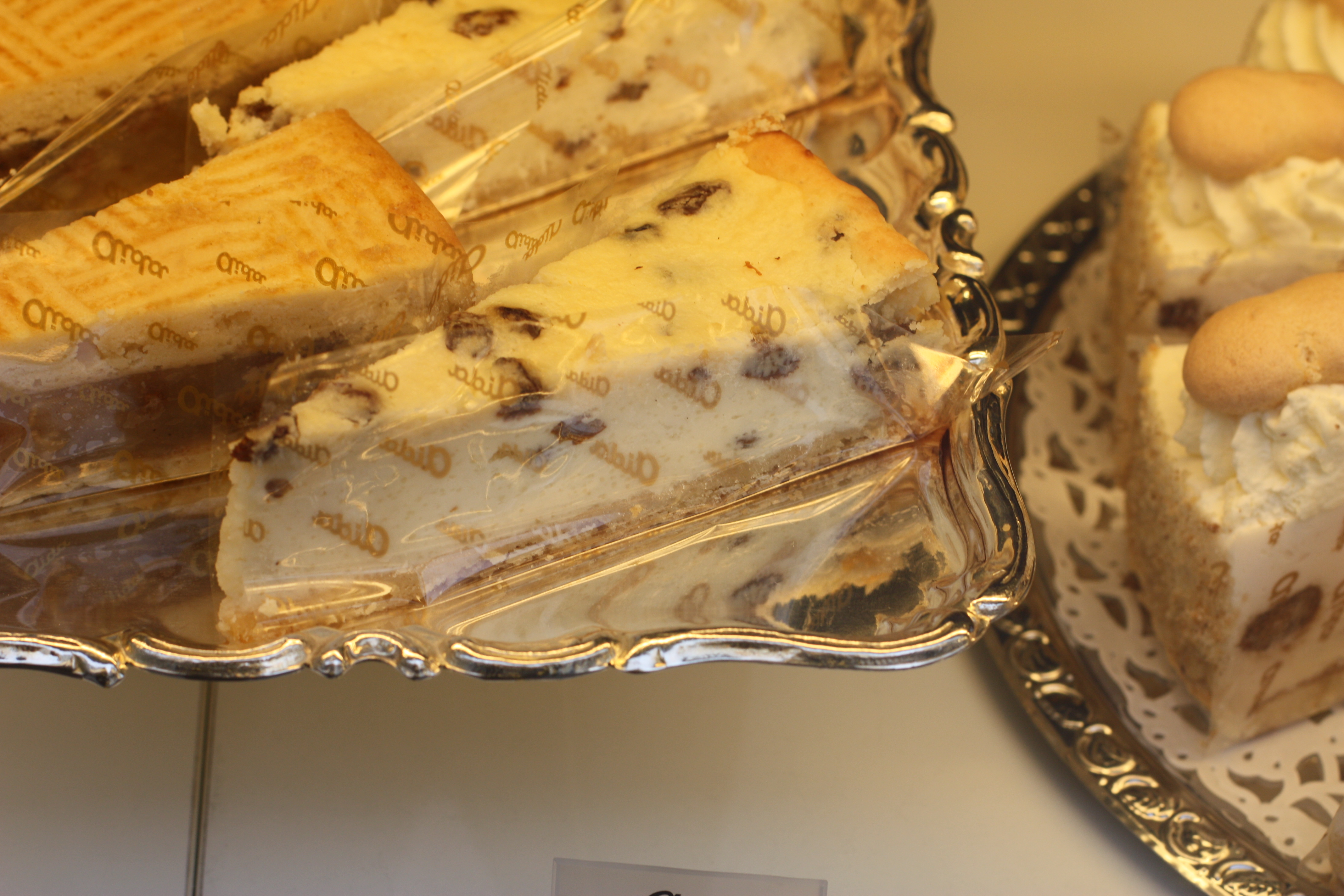
Topfenkuchen
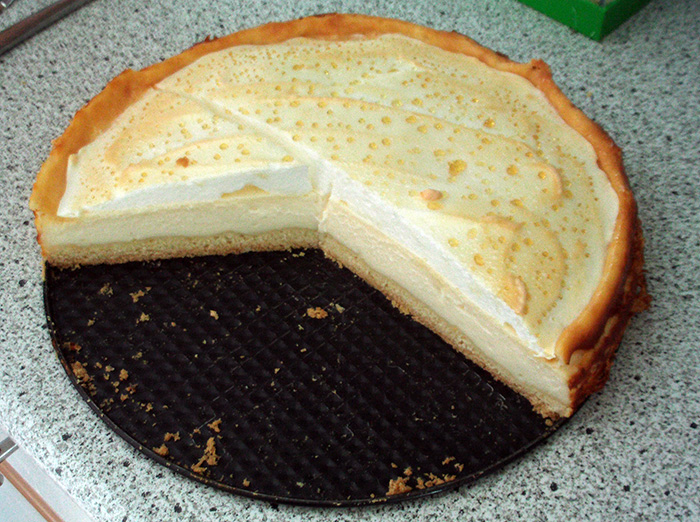
Quarktorte

## Producció i disponibilitat a altres països
Els 5 principals països productors de formatge abarquen aproximadament el 50% de la producció de formatge mundial durant el 2000, 2012 i 2018. En particul·lar, els Estats Units i Alemanya n'han augmentat la seva manufactura en més d'un 40%.
| País          | Producció al 2008 (en milers de tones) | Producció al 2016 (en milers de tones) | Canvi (%) |
| ------------- | -------------------------------------- | -------------------------------------- | --------- |
| Estats Units  | 3746                                   | 4950                                   | 32        |
| Alemanya      | 1686                                   | 2430                                   | 44        |
| França        | 1612                                   | 1842                                   | 14        |
| Itàlia        | 927                                    | 985                                    | 6         |
| Països Baixos | 684                                    | 762                                    | 11        |
| Egipte        | 380                                    | 720                                    | 89        |
| Polònia       | 404                                    | 718                                    | 77        |
| Brasil        | 445                                    | 415                                    | 57        |
| Turquia       | 250                                    | 202                                    | 80        |
| Argentina     | 443                                    | 564                                    | 27        |
| Rússia        | 221                                    | 410                                    | 85        |
| Regne Unit    | 302                                    | 398                                    | 32        |
| Nova Zelanda  | 289                                    | 354                                    | 22        |
| Canadà        | 292                                    | 345                                    | 18        |
| Austràlia     | 376                                    | 346                                    | -         |

Tot i que els Estats Units siguin els principals productors de formatge, concretament el quark és més comú a Europa, fent que els principals exportadors de formatge quark siguin Alemanya, Itàlia i Dinamarca, seguits de prop per França. Pel que fa als importadors, els quatre primers llocs estan ocupats per Itàlia, Regne Unit, Alemanya i França, seguits per Japó i Corea del Sud.